# Olea cerasiformis
El acebuche salvaje de Canarias (Olea cerasiformis) es un árbol endémico de las islas Canarias. Tradicionalmente ha sido usado como pie para los injertos de olivo común europeo.

## Distribución
Está presente en todas las islas, aunque es más abundante en Gran Canaria.

## Sistemática
Previamente, se consideraba que era una subespecie de olivo europeo propia de Canarias y Madeira (Olea europaea cerasiformis) o una subespecie propia únicamente de Canarias (Olea europaea guanchica). Sin embargo, desde 2002 se consideran especies independientes tanto al olivo canario (Olea cerasiformis) como al olivo de Madeira (Olea maderensis).